# Perchau am Sattel
Perchau am Sattel là một đô thị thuộc huyện Murau thuộc bang Steiermark, nước Áo. Đô thị Perchau am Sattel có diện tích 19,39 km², dân số thời điểm cuối năm 2005 là 303 người.